# Boissey-le-Châtel
Boissey-le-Châtel is een gemeente in het Franse departement Eure (regio Normandië) en telt 687 inwoners (1999). De plaats maakt deel uit van het arrondissement Bernay.

## Geografie
De oppervlakte van Boissey-le-Châtel bedraagt 4,4 km², de bevolkingsdichtheid is 156,1 inwoners per km².
De onderstaande kaart toont de ligging van Boissey-le-Châtel met de belangrijkste infrastructuur en aangrenzende gemeenten.

## Demografie
Onderstaande figuur toont het verloop van het inwonertal (bron: INSEE-tellingen).